# القحيفة (المقاطرة)

تعديل مصدري - تعديل

القحيفة هي إحدى قرى عزلة بعيمة بمديرية المقاطرة التابعة لمحافظة لحج، بلغ تعداد سكانها 584 نسمة حسب تعداد اليمن لعام 2004.